# Ласкаво просимо в Едем
«Ласкаво просимо в Едем» (ісп. Bienvenidos a Edén) — іспанський телесеріал-трилер, створений Хоакіном Ґоррісом та Гільєрмо Лопесом Санчесом для Netflix . Прем'єра серіалу відбулася 6 травня 2022 року.
У лютому 2022 року, за три місяці до прем’єри, Netflix продовжив серіал на другий сезон, який вийшов 21 квітня 2023 року .

## Сюжет

### Сезон 1
Група молодих людей відвідує вечірку на віддаленому острові. Вони сподіваються побачити райське містечко, але стикаються з небезпечними пастками й таємницями.

### Сезон 2
Через нові загрози й безвихідь на острові спалахує повстання, яке переростає в жорстоку боротьбу за свободу, а тим часом Астрід виношує плани на Новий Едем.

## Актори та ролі
| Атор              | Роль                  | Сезони               | Сезони            | Серії |
| Атор              | Роль                  | 1                    | 2                 | Серії |
| ----------------- | --------------------- | -------------------- | ----------------- | ----- |
| Амайа Аберастурі  | Zoa                   | Основний персонаж    | Основний персонаж | 16    |
| Томі Аґілера      | Charly                | Основний персонаж    | Основний персонаж | 16    |
| Дієґо Ґаріса      | Ibón                  | Основний персонаж    | Основний персонаж | 14    |
| Берта Кастаньє    | Gabi                  | Основний персонаж    | Основний персонаж | 16    |
| Альберт Баро      | Aldo Roig Muro        | Основний персонаж    | Основний персонаж | 4     |
| Лола Родрігес     | Mayka                 | Основний персонаж    | Основний персонаж | 16    |
| Гільєрмо Пфенінг  | Erick                 | Основний персонаж    | Основний персонаж | 16    |
| Бланка Ромера     | Roberta Gómez-Fajardo | Основний персонаж    | гість             | 5     |
| Бегонья Варгас    | Bel                   | Основний персонаж    | Основний персонаж | 16    |
| Серхіо Момо       | Nicolás "Nico"        | Основний персонаж    | Основний персонаж | 11    |
| Ана Мена          | Judith                | Основний персонаж    |                   | 3     |
| Берта Васкес      | Claudia               | Основний персонаж    |                   | 6     |
| Ірен Дев          | Alma                  | Основний персонаж    | Основний персонаж | 16    |
| Алекс Пастрана    | Ulises Gracia Delgado | Основний персонаж    | Основний персонаж | 10    |
| Джоан Педрола     | Orson Schnede         | Основний персонаж    | Основний персонаж | 16    |
| Клаудія Трухільйо | Brenda                | Основний персонаж    | Основний персонаж | 9     |
| Карлос Сороа      | Eloy                  | Основний персонаж    | Основний персонаж | 16    |
| Джонатан Алонсо   | Saúl                  | Основний персонаж    | Основний персонаж | 12    |
| Даріам Коко       | Eva                   | Основний персонаж    | Основний персонаж | 16    |
| Амайя Саламанка   | Astrid                | Основний персонаж    | Основний персонаж | 16    |
| Белінда           | África                | Запрошена зірка      | Запрошена зірка   | 16    |
| Маріо де ла Роса  | Manuel Rey            | Запрошена зірка      |                   | 2     |
| Ана Вахенер       | Brisa Galván          | Запрошена зірка      | Запрошена зірка   | 8     |
| Нона Собо         | Som Sisuk             |                      | Основний персонаж | 8     |
| Люсія Герреро     | Danae                 | гість                | Основний персонаж | 10    |
| Макс Сампьєтро    | Isaac                 | Періодичний персонаж | Основний персонаж | 11    |
| Анна Аларкон      | Nuria                 | гість                | Основний персонаж | 10    |
| Карлос Торрес     | Joel                  |                      | Запрошена зірка   | 8     |

## Сезони
| Сезон | Епізоди | Епізоди | Оригінальний показ | Оригінальний показ | Оригінальний показ |
| Сезон | Епізоди | Епізоди | Перший показ       | Останній показ     | Мережа             |
| ----- | ------- | ------- | ------------------ | ------------------ | ------------------ |
| 1     | 8       | 8       | 6 травня 2022      | 6 травня 2022      | Netflix            |
| 2     | 8       | 8       | 21 квітня 2023     | 21 квітня 2023     | Netflix            |

### Сезон 1 (2022)
| № | # | Назва                                         | Режисер          | Сценарист                            | Перший ефір у США |
| --- | - | --------------------------------------------- | ---------------- | ------------------------------------ | ----------------- |
| 1 | 1 | «Мандрівка твого життя» «El viaje de tu vida» | Даніель Бенмайор | Хоакін Горріз, Гільєрмо Лопес Санчес | 6 травня 2022     |
| Зоа отримує запрошення на ексклюзивну вечірку на віддаленому острові та хапається за цю можливість. Але розваги не відповідають її очікуванням.  |   |                                               |                  |                                      |                   |
| 2 | 2 | «Оцінювання» «Evaluación»                     | Менна Фіте       | Хоакін Горріз, Гільєрмо Лопес Санчес | 6 травня 2022     |
| Астрід вітає гостей у комплексі, але Альдо досі нікому не довіряє. Ґабі стривожена умовами, в яких опинилася її сестра Зоа.                      |   |                                               |                  |                                      |                   |
| 3 | 3 | «Прощальна вечірка» «Fiesta de despedida»     | Менна Фіте       | Хоакін Горріз, Гільєрмо Лопес Санчес | 6 травня 2022     |
| Зоа та Ібон заводять нові знайомства на острові, а Африка намагається дізнатися більше про господарів. Альдо планує втечу.                       |   |                                               |                  |                                      |                   |
| 4 | 4 | «Інший берег» «La otra orilla»                | Даніель Бенмайор | Хоакін Горріз, Гільєрмо Лопес Санчес | 6 травня 2022     |
| Чарлі й Зоа дуже занепокоєні через зникнення Альдо. Бель із допомогою Елоя розслідує, що сталося насправді.                                      |   |                                               |                  |                                      |                   |
| 5 | 5 | «Гроза» «Tormenta»                            | Даніель Бенмайор | Хоакін Горріз, Гільєрмо Лопес Санчес | 6 травня 2022     |
| Засмучена й розлючена Зоа розповідає Ібону страшні новини. Пошуки сестри приводять Ґабі до Сан-Себастьяна.                                       |   |                                               |                  |                                      |                   |
| 6 | 6 | «Повстання» «Rebelión»                        | Менна Фіте       | Хоакін Горріз, Гільєрмо Лопес Санчес | 6 травня 2022     |
| Чарлі сумнівається в чесності Майки. Африка влаштовує вечірку для Астрід й Еріка, але та йде не за планом і призводить до небезпечних наслідків. |   |                                               |                  |                                      |                   |
| 7 | 7 | «Ліліт» «Lilith»                              | Менна Фіте       | Хоакін Горріз, Гільєрмо Лопес Санчес | 6 травня 2022     |
| Новачкам дають завдання довести їхню лояльність. Бель підбадьорює повстанців. Приватний детектив Бріса намагається поговорити з родиною Зоа.     |   |                                               |                  |                                      |                   |
| 8 | 8 | «Повернення» «El viaje de vuelta»             | Даніель Бенмайор | Хоакін Горріз, Гільєрмо Лопес Санчес | 6 травня 2022     |
| До Едему прибуває нова партія гостей — це дає Чарлі й Зоа можливість втілити в життя їхній план утечі. Але на їхньому шляху постають перешкоди.  |   |                                               |                  |                                      |                   |

### Сезон 2 (2023)
| № | # | Назва                                  | Режисер                    | Сценарист                                             | Перший ефір у США |
| --- | - | -------------------------------------- | -------------------------- | ----------------------------------------------------- | ----------------- |
| 9 | 1 | «Пекло» «Infierno»                     | Деніс Ровіра               | Хоакін Горріз, Гільєрмо Лопес Санчес                  | 21 квітня 2023    |
| Дізнавшись про інше вбивство в Едемі, Астрід приводить на острів армію та шукає помсти. Прибуття Ґабі псує плани Зоа.                               |   |                                        |                            |                                                       |                   |
| 10 | 2 | «Блакитний Едем» «Azul»                | Деніс Ровіра               | Хоакін Горріз, Гільєрмо Лопес Санчес                  | 21 квітня 2023    |
| Зоа та Бель зближуються. Під впливом ревнощів Ніко наважується на рішучі дії. Ерік і Майка ризикують своїми посадами, щоб захистити Африку й Чарлі. |   |                                        |                            |                                                       |                   |
| 11 | 3 | «Комітет» «Comité»                     | Хуанмо Панчо               | Ірені Оласірегі, Хоакін Горріз, Гільєрмо Лопес Санчес | 21 квітня 2023    |
| Повстанці вирішують знищити Астрід. Ісаак розповідає Елою правду про себе. Бель визнає свої почуття до Зоа й планує їхнє перше офіційне побачення.  |   |                                        |                            |                                                       |                   |
| 12 | 4 | «Другий шанс» «Segundas oportunidades» | Хуанмо Панчо               | Моніка Овехеро, Хоакін Горріз, Гільєрмо Лопес Санчес  | 21 квітня 2023    |
| Зоа й Ґабі сперечаються щодо тактики. Майка переконує незадоволених Астрід та Еріка дати Чарлі ще один шанс на виживання.                           |   |                                        |                            |                                                       |                   |
| 13 | 5 | «Новий Едем» «El Nuevo Edén»           | Деніс Ровіра               | Хоакін Горріз, Гільєрмо Лопес Санчес                  | 21 квітня 2023    |
| Повстанці поширюють правду про Едем, Астрід рішуче втілює план свого батька, а Африка змінює думку й виступає проти Зоа та Бель.                    |   |                                        |                            |                                                       |                   |
| 14 | 6 | «До зірок» «Sobre las estrellas»       | Деніс Ровіра               | Моніка Овехеро, Хоакін Горріз, Гільєрмо Лопес Санчес  | 21 квітня 2023    |
| Майка прохає Чарлі не наближатися до неї. Елой, Орсон та Ібон досліджують межі своєї дружби. У Барселоні на детектива Брісу нападають.              |   |                                        |                            |                                                       |                   |
| 15 | 7 | «Змій» «Serpiente»                     | Хуанмо Панчо, Деніс Ровіра | Хоакін Горріз, Гільєрмо Лопес Санчес                  | 21 квітня 2023    |
| Приголомшені новою смертю повстанці вирішують знищити Едем. Астрід дізнається правду про Зоа й Ґабі. Ерік планує майбутнє з Африкою.                |   |                                        |                            |                                                       |                   |
| 16 | 8 | «Перший контакт» «Primer contacto»     | Хуанмо Панчо               | Хоакін Горріз, Гільєрмо Лопес Санчес                  | 21 квітня 2023    |
| Зоа переживає жахливу зраду, постання захлинається, а Бріса щосили поспішає врятувати мешканців Едему.                                              |   |                                        |                            |                                                       |                   |